# Nella stretta morsa del ragno
Nella stretta morsa del ragno è un film del 1971 diretto da Antonio Margheriti, con lo pseudonimo di Anthony M. Dawson. È un film dell'orrore, rifacimento a colori di Danza macabra dello stesso regista del 1964.

## Trama
Il giornalista americano Alan Foster incontra una notte lo scrittore Edgar Allan Poe in stato di ebbrezza, e si mette a discutere con lui delle sue storie d'orrore.
Poe afferma che i racconti che scrive e gli incubi sono reali e si manifestano all'uomo, quindi fa una scommessa con il giornalista proponendogli di passare una notte in un castello vicino.
Il giornalista, che è un uomo pragmatico e di scienza, accetta la sfida, ma appena entrato nel castello viene sedotto da una donna, Elizabeth, che asserisce di essere la sorella del proprietario del castello, ma che ben presto si rivela in realtà essere un fantasma. Nel corso della serata altre terrificanti apparizioni, tra cui vampiri e morti viventi, tormenteranno il malcapitato, fino a quando egli non incontrerà il suo destino allo spuntare del sole.

## Distribuzione
- Uscita in Italia : 26 agosto 1971
- Uscita in Germania : 16 marzo 1972
- Uscita in Francia : 8 febbraio 1978

### Edizione tedesca
La versione tedesca del film (dal fantasioso titolo "Dracula - Nella morsa del terrore") presenta alcuni tagli e un montato diverso rispetto alla versione originale. In particolare, in questa versione tedesca è presente una scena in più di alcuni minuti in cui Julia (interpretata da Karin Field) seduce Herbert (interpretato da Raf Baldassarre) e lo convince così a compiere il delitto che darà inizio alla sequenza di fatti di sangue cui assiste impotente il giornalista Alan Foster. Questa scena, eliminata dal montaggio originale italiano, rende più comprensibile l'assassinio del marito di Elizabeth e contribuisce a caratterizzare meglio i comportamenti e il personaggio di Juliet.

## Accoglienza

### Incassi
Nella stretta morsa del ragno ha incassato complessivamente 232.442.000 lire a livello nazionale.